# Centro Nacional da Pedra
O Centro Nacional da Pedra é um museu, um centro de descoberta de património industrial e um local de interesse científico especial em Wirksworth, perto de Matlock Bath em Derbyshire.

## Centro de Descobertas
O centro de descobertas tem uma exposição Story of Stone, bem como uma variedade de lojas de rochas e minerais e um café.

## Cursos
O Centro Nacional da Pedra oferece cursos para paredes de pedra seca e outros ofícios envolvendo pedra.